# 론 펄먼
로널드 프랜시스 "론" 펄먼 (Ronald Francis "Ron" Perlman, 1950년 4월 13일 ~ )은 미국의 텔레비전, 영화 배우이자 성우이다. 《미녀와 야수》의 빈센트, 《썬즈 오브 아나키》의 클래이 모로우, 《헬보이》와 속편 《헬보이 2:골든 아미》의 헬보이역으로 유명하다.

## 출연 작품

### 영화
- 《잃어버린 아이들의 도시》(1995년) — One
- 《에이리언4》(1997년) - Jonner
- 《에너미 앳 더 게이트》(2001년) - 쿨리코프
- 《다운》(2001년) - 미첼
- 《저스티스 리그》(2001년)
- 《나이트 클래스》(2001년) - 모건
- 《블레이드》(2002년) - 레인하트
- 《네메시스》(2002년)
- 《헬보이》(2004년) — Hellboy
- 《헬보이 2:골든 아미》(2008년) — Hellboy
- 《시즌 오브 위치》(2010년) — Felson
- 《신비한 동물사전》(2016년) — Gnalack
- 《돈 룩 업》(2021년) — 베네딕트 역
- 《피노키오》(2022년, 애니메이션) - 만지아푸오꼬 역
- 《트랜스포머: 비스트의 서막》(2023년) - 옵티머스 프라이멀 역

### 텔레비전
- 《미녀와 야수》(1987년 ~ 1990년) — Vincent
- 《썬즈 오브 아나키》(2008년 ~ 현재) — Clarence "Clay" Morrow

### 성우
- 《아바타 - 아앙의 전설》— Fire Lord Sozin
- 《핀과 제이크의 어드벤처 타임》— The Lich
- 《헤일로 3》— Fleet Admiral Lord Terrence Hood
- 《틴 타이탄》— Slade